# Reek of Putrefaction
Reek of Putrefaction ist das Debütalbum der englischen Grindcore-Band Carcass. Es erschien im Juni 1988 bei Earache Records und bot ein bis dahin einmaliges Konzept aus medizinischen Fachbegriffen kombiniert mit einem Artwork, das eine Collage aus Autopsie-Fotos zeigte.

## Entstehung
Nach Veröffentlichung des ersten Demos Flesh Ripping Sonic Torment (1987) bot Digby Pearson von Earache Records der Gruppe einen Plattenvertrag an. Ken Owen begann daraufhin mit dem Songwriting und wurde später von Bill Steer unterstützt. Bassist und Sänger Jeff Walker schrieb seine Texte unter Verwendung des medizinischen Fachwörterbuchs seiner Schwester, die gerade eine Ausbildung zur Krankenschwester absolvierte. Im Dezember 1987 fanden die Aufnahmen im Ritch Bitch Studio mit Toningenieur Mike Ivory statt und dauerten vier Tage. Da die Band mit dem Ergebnis unzufrieden war, wurden die Studioaufnahmen bis März 1988 mehrere Male neu abgemischt.
Nach der Veröffentlichung des Albums zeigte sich der Radiomoderator John Peel von Reek of Putrefaction angetan, spielte die Lieder in seiner Sendung bei BBC Radio 1 und erklärte das Album in der englischen Zeitung The Observer zu seiner persönlichen „Platte des Jahres 1988“. Die Autopsiefotos für das Plattencover hatte Carcass aus verschiedenen Ärztezeitschriften entnommen. Bill Steer erläuterte später, dass die abstoßende Aufmachung des Albums provozieren sollte und seiner Meinung nach einen gewissen Hang zum Humor zeige.

## Rezeption
Dem Album wird aufgrund der verwendeten präzisen und schrillen Gitarrensoli und des Wechselgesangs zwischen hohen Shouts und tiefem Growling ein wesentlicher Impuls für die Weiterentwicklung des Genres Grindcore zugesprochen. Carcass habe den Grindcore als erste Band des Genres um Metal-Elemente erweitert und ihr sei damit erstmals die Vereinigung von Grindcore und Death Metal gelungen.

## Titelliste
| A-Seite (Fetal Disarticulation Side) 1. Genital Grinder – 1:32 2. Regurgitation of Giblets – 1:24 3. Maggot Colony – 1:37 4. Pyosisified (Rotten to the Gore) – 2:55 5. Carbonized Eyesockets – 1:11 6. Frenzied Detruncation – 0:59 7. Vomited Anal Tract – 1:45 8. Festerday – 0:22 9. Fermenting Innards – 2:35 10. Excreted Alive – 1:21 11. Suppuration – 2:19 | B-Seite (Anal Disgurgement Side) 1. Foeticide – 2:46 2. Microwaved Uterogestation – 1:24 3. Feast on Dismembered Carnage – 1:27 4. Splattered Cavities – 1:54 5. Psychopathologist – 1:18 6. Burnt to a Crisp – 2:43 7. Pungent Excruciation – 2:31 8. Manifestation of Verrucose Urethra – 1:02 9. Oxidised Razor Masticator – 3:12 10. Mucopurulence Excretor – 1:09 11. Malignant Defecation – 2:14 |